# Tabule (Krkonoše)
Tabule (polsky Skalny Stół, německy Tafelstein) je hora v Krkonoších ležící na česko-polské hranici asi 2 km západo-severozápadně od Pomezních Bud a 3,5 km jihovýchodně od polské Karpacze. Jde o západní vrchol hraničního Lesního hřebene, což je nejvýchodnější výběžek 30 km dlouhého Slezského hřbetu, který se táhne až od Harrachova. Nejvyšší bod leží v Polsku a dosahuje výšky 1284 m n. m.

## Název
Hora nesla v minulosti více názvů. Na státní mapě vydané v roce 2002 je uvedena pod názvem Klepy. V posledním vydání základních map ČR ze začátku 20. let 21. století je uvedena pod názvem Skalní stůl. Současný název Tabule byl použit ve vojenských topografických mapách z 50. let 20. století.

## Přístup
Tabule neleží na hlavní krkonošské hřebenovce – červeně značené cestě česko-polského přátelství, která od česko-polských hranic uhýbá v Sovím sedle a cestu na Pomezní Boudy si zkracuje po jižním úbočí hraničního hřebenu. Přístup je ale možný po modré turistické značce z Pomezních Bud směrem na Svorovou horu a Sněžku (3 km s převýšením 250 m). Z Polska vede na Tabuli žlutá značka z města Kowary (7 km).